# Hørsholm (općina)
Hørsholm je općina u danskoj regiji Hovedstaden.

## Zemljopis
Općina se nalazi u sjeveroistočnom dijelu otoka Zelanda, prositire se na 31,38 km2.

## Stanovništvo
Prema podacima o broju stanovnika iz 2010. godine općina je imala 24.378 stanovnika, dok je prosječna gustoća naseljenosti 776,86 stan/km2. Središte općine je grad Hørsholm.

## Vanjske poveznice
- Službena stranica općine